# Nissan Rogue
Nissan Rogue – samochód osobowy zaliczany do segmentu crossover SUV produkowany przez japońską firmę Nissan od 2007 roku. Jest jednym z najlepiej sprzedających się pojazdów tej marki. Do września 2020 roku Nissan wyprodukował blisko trzy miliony egzemplarzy tego samochodu. Dostępny jest z silnikiem benzynowym o pojemności 2,5 litra w konfiguracji 5-drzwiowej.

## Pierwsza generacja (2007-2013; 2013-2015 jako Rouge Select)
Samochód został zaprezentowany na targach motoryzacyjnych North American International Auto Show w Detroit 7 stycznia 2007 r. Do napędu użyto czterocylindrowego silnika benzynowego QR25DE o pojemności 2,5 litra i mocy maksymalnej 170 KM. Moment obrotowy może być przenoszony na oś przednią lub obie osie poprzez bezstopniową skrzynię biegów CVT. W 2011 model przeszedł delikatny facelifting.
Skrzynie biegów Xtronic CVT są produkowane przez japońską firmę JATCO, której właścicielem 75% akcji jest Nissan.
Pomimo wprowadzenia na rynek nowej generacji samochodu, Nissan do 2015 roku nadal sprzedawał pierwszą generację Rogue pod nazwą Nissan Rogue Select na rynkach USA.

### Dane techniczne

#### Silnik
- R4 2,5 l (2488 cm³), 4 zawory na cylinder, DOHC
- Układ zasilania: wtrysk
- Średnica cylindra × skok tłoka: 89,00 mm × 100,00 mm
- Stopień sprężania: 9,6:1
- Moc maksymalna: 172 KM (127 kW) przy 6000 obr./min
- Maksymalny moment obrotowy: 237 N•m przy 4000 obr./min

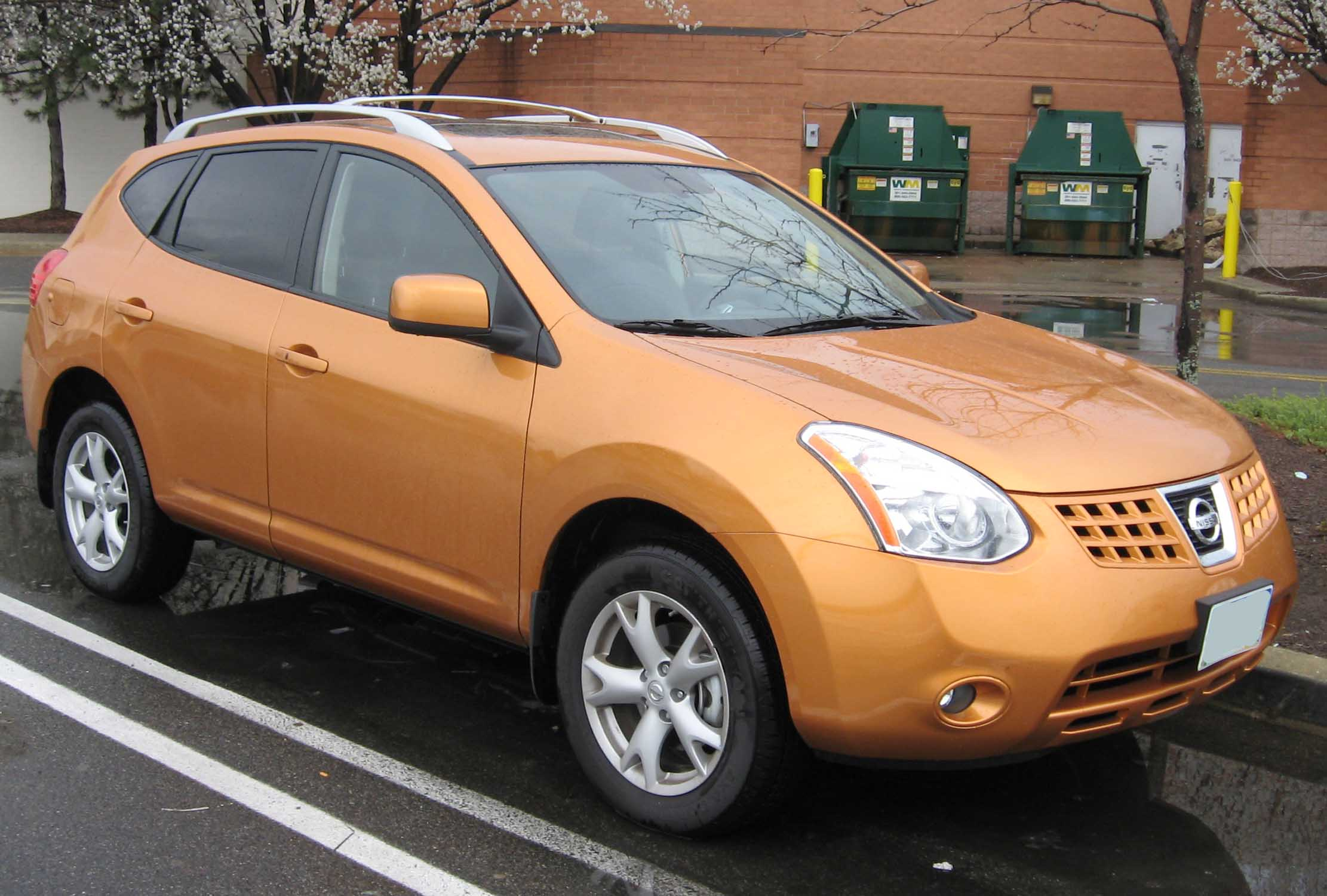
'08 Rogue - wersja sprzed liftingu

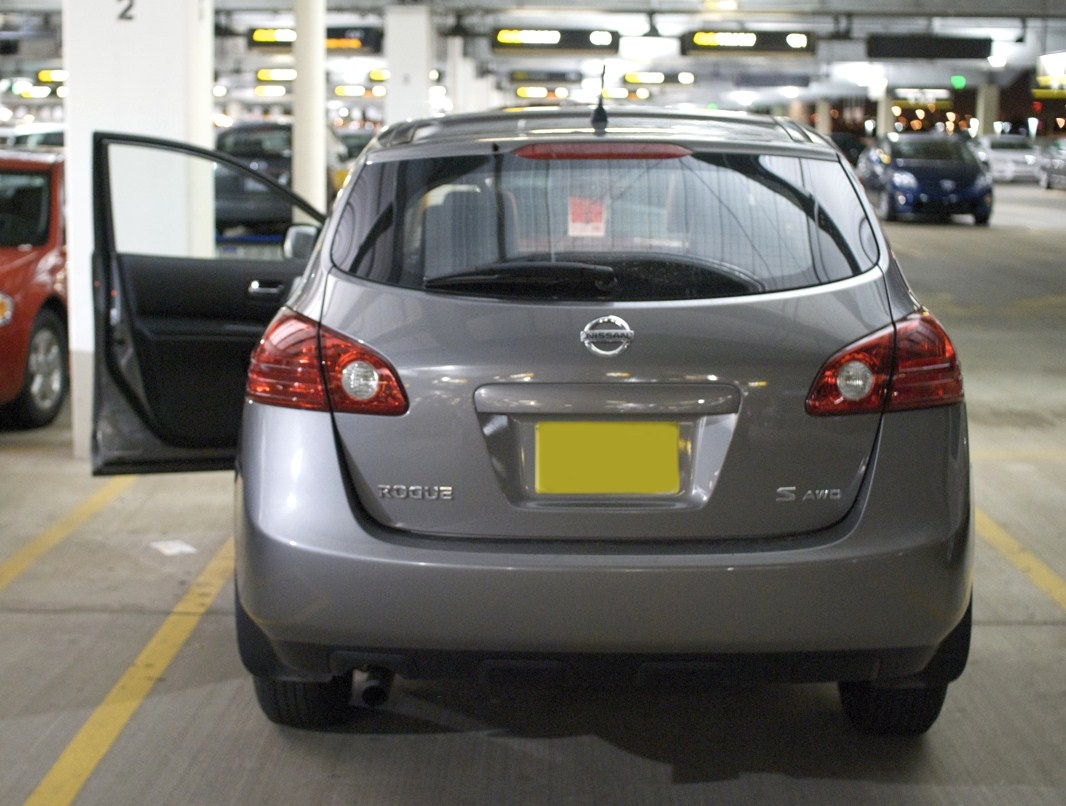
Rogue S AWD - tył nadwozia

## Druga generacja (2014-2020)
Nissan zaprezentował drugą generację samochodu na targach motoryzacyjnych 2013 Frankfurt Motor Show, a do sprzedaży trafił w listopadzie 2013 roku jako auto z roku modelowego 2014. Poza rynkami Ameryki Północnej samochód nazywa się Nissan X-Trail (III generacja). 
Samochód jest wyposażony w ten sam silnik benzynowy QR25DE o pojemności 2.5 litra, który był montowany w poprzedniej generacji pojazdu, automatyczną skrzynię biegów Xtronic CVT (Continuously Variable Transmission), Vehicle Dynamic Control (VDC) i Anti-lock Braking System (ABS).
Samochód jest produkowany w trzech fabrykach Nissana: w miejscowości Smyrna w stanie Tennessee w USA, w miejscowości Kyushu w Japonii (od wiosny 2016) oraz w Busan w Korei Południowej.
Wersje wyposażeniowe:
- Rogue S FWD
- Rogue SV FWD
- Rogue SL FWD
- Rogue S AWD
- Rogue SV AWD
- Rogue SL AWD

W 2018 roku w Stanach Zjednoczonych Nissan sprzedał rekordową liczbę 412 110 egzemplarzy tego modelu, natomiast w Kanadzie 41 167 szt. i był to najlepiej sprzedający się model samochodu marki Nissan na tych rynkach.

W jesieni 2016 roku samochód przechodzi delikatny facelifting, dodatkowo w listopadzie 2016 zostaje zaprezentowana specjalnie stylizowana wersja Rogue One Star Wars Limited Edition, która będzie produkowana w limitowanej liczbie 5400 sztuk.

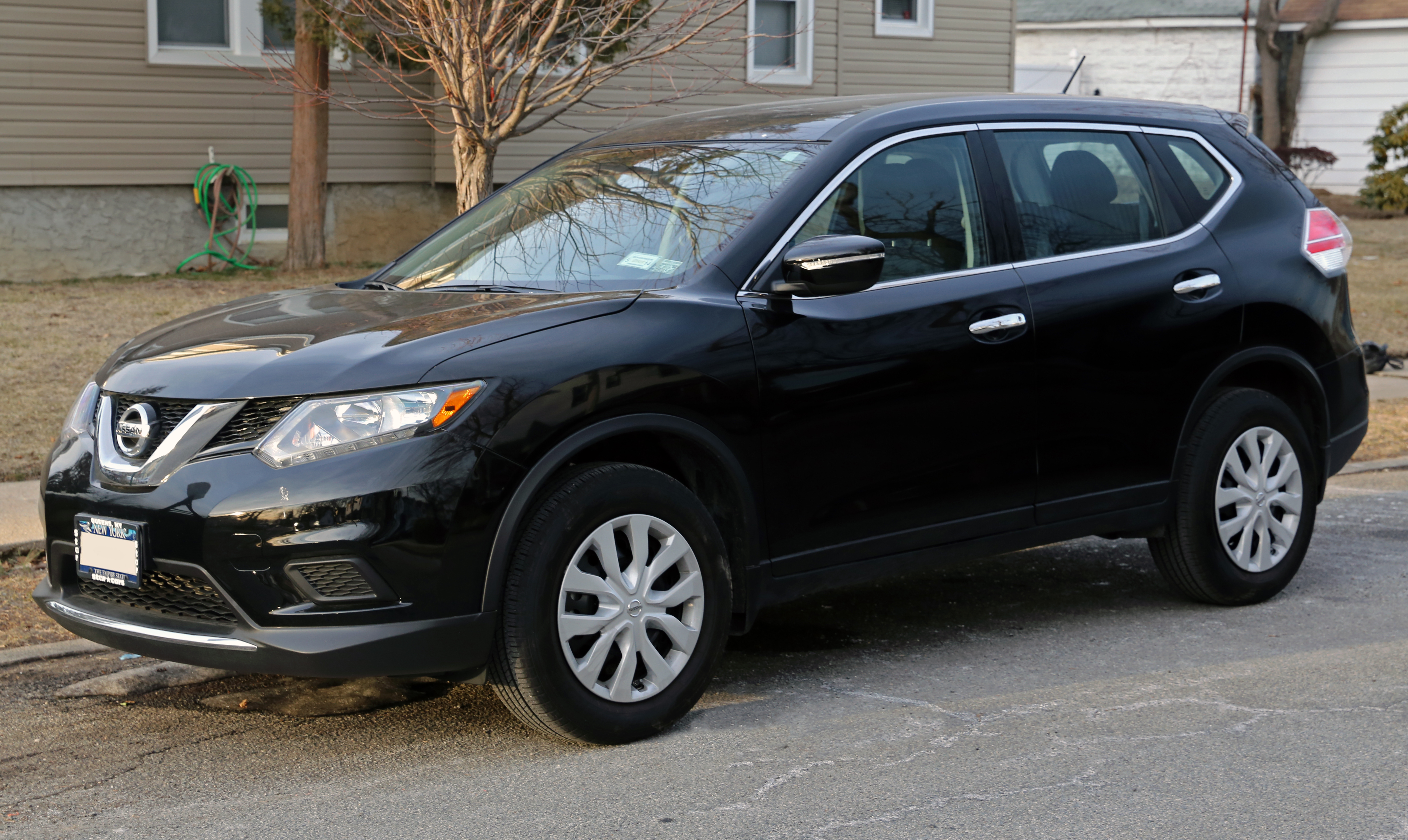
2014 Nissan Rogue S AWD

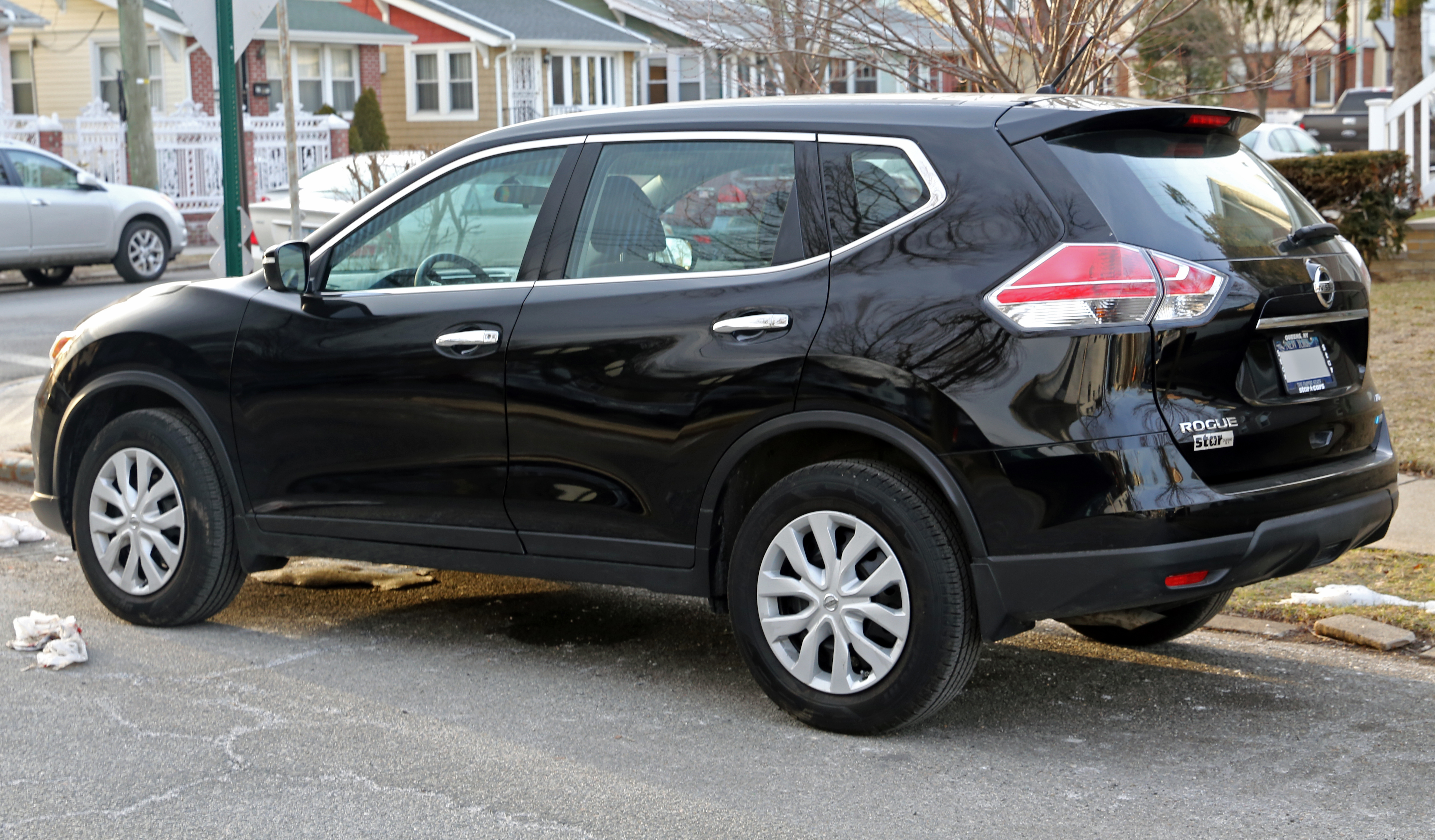
2014 Nissan Rogue S AWD - tył

Konkurencyjne samochody na rynku amerykańskim: Honda CRV, Toyota RAV4, Ford Escape, Mazda CX-5.

### Wersja hybrydowa
26 stycznia 2017 roku na rynek została wprowadzona wersja hybrydowa wyposażona w silnik benzynowy MR20DD o konstrukcji aluminiowej, o pojemności 2.0 litra i mocy 141 KM, silnik elektryczny o mocy 40 KM, automatyczną bezstopniową skrzynią biegów CVT8 HYBRID oraz system Start/Stop. Samochód był sprzedawany w zachodnich stanach USA tylko w dwóch wersjach wyposażenia SL i SV, każda z napędem na 2 i 4 koła. Nissan wycofał ze sprzedaży tę wersję w połowie 2019 roku.

### Wersja sportowa

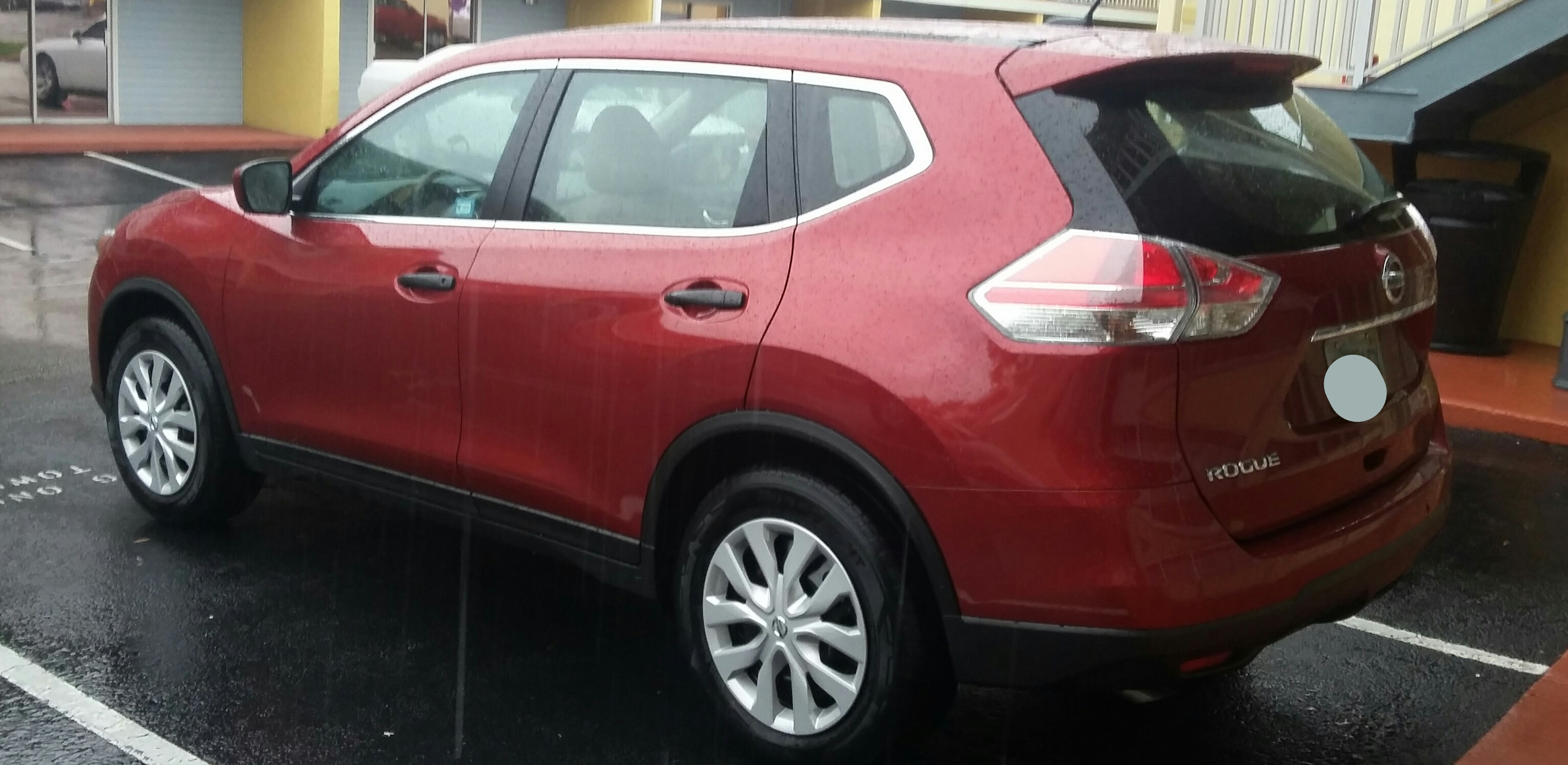
2016 Nissan Rogue S

W styczniu 2017 roku Nissan zaprezentował nową wersję samochodu: Nissan Rogue Sport, która od maja 2017 jest dostępna na rynku USA. Ta wersja jest krótsza o 12.1 cala, ma mniejszy rozstaw osi o 2.3 cala i jest wyposażona w 2-litrowy silnik benzynowy MR20DD o mocy 141 KM, automatyczną skrzynię biegów Xtronic CVT z trybem ECO, światła przeciwmgielne i system Electric Power-assisted Steering (EPS). Rogue Sport znany jest na innych rynkach pod nazwą Nissan Qashqai i pod taką nazwą jest dostępny na rynku kanadyjskim. Samochód na rynek północnoamerykański jest montowany w fabryce w miejscowości Kyushu w Japonii.

## Trzecia generacja (2021-obecnie)
Najnowsza, trzecia generacja Nissan Rogue została zaprezentowana 15 czerwca 2020 roku, a produkcja została rozpoczęta w fabryce Nissana w miejscowości Smyrna w stanie Tennessee we wrześniu 2020 roku. W salonach samochodowych Ameryki pojawił się pod koniec października 2020 roku i jest oferowany w następujących wersjach wyposażenia: S, SV, SL oraz Platinum. Samochód wyposażony jest w 4-cylindrowy silnik benzynowy PR25DD o pojemności 2,5 litra i mocy 181 KM. Nissan Rogue został całkowicie przeprojektowany, posiada m.in. zmodernizowane zawieszenie, Apple CarPlay oraz 10-calowy wyświetlacz Head-Up.
Od roku modelowego 2022, samochód będzie wyposażony w nowy trzycylindrowy silnik benzynowy VC-Turbo o pojemności 1,5 lita i mocy 201 KM. Nowy silnik produkowany jest w fabryce Nissana w miejscowości Decherd w stanie Tennessee.

## Sprzedaż
| Rok kalend. | USA     | Kanada |
| ----------- | ------- | ------ |
| 2007        | 17 808  | 7 503  |
| 2008        | 75 053  | 13 163 |
| 2009        | 77 222  | 11 056 |
| 2010        | 99 515  | 13 199 |
| 2011        | 124 543 | 14 191 |
| 2012        | 142 349 | 14 329 |
| 2013        | 162 751 | 16 878 |
| 2014        | 199 199 | 28 827 |
| 2015        | 287 190 | 35 841 |
| 2016        | 329 904 | 40 055 |
| 2017        | 254 996 | 43 418 |
| 2018        | 412 110 | 41 167 |
| 2019        | 350 447 | 37 530 |
| 2020        | 227 935 | 25 998 |
| 2021        | 285,602 | 29 926 |